# 第14施設群
第14施設群（だいじゅうよんしせつぐん、英語:JGSDF 14th Engineer Groupは、陸上自衛隊上富良野駐屯地（北海道空知郡上富良野町）に群本部が駐屯する第3施設団隷下の施設科部隊である。

## 概要
群長は1等陸佐（二）が充てられ、本部管理中隊、3個の施設中隊の4個中隊からなり、1個施設中隊を釧路駐屯地に配置している。
2017年（平成29年）3月に陸上自衛隊の海外派遣や大規模災害への対処にあたる施設科部隊の機能拡充を目的として編成された。北部方面施設隊が第3施設団に改編されるのに伴い、本州の施設科部隊や北海道内の施設科部隊からの要員の受け入れ、また、同時期に同駐屯地で廃止された第4特科群第120特科大隊の受け皿を兼ねて編成された。なお、新編時から機能別に編成されている。
施設科部隊としてさまざまな災害派遣や国際貢献活動で活躍している。
上富良野駐屯地 創立68周年記念行事の案内ポスターにおいて「坑道掘削装置の最後の雄姿」と紹介されている。

## 沿革
第14施設群準備隊
- 2016年（平成28年）3月28日：第361施設中隊（倶知安駐屯地）および岩見沢駐屯地所在部隊の一部要員を上富良野駐屯地業務隊に転属させて第14施設群準備隊が編成完結。

第14施設群
- 2017年（平成29年）3月27日：第14施設群が上富良野駐屯地において編成完結[3]。

1. 第395施設中隊「築城・障害」、第396施設中隊「機動支援」を上富良野駐屯地に新編し、隷下に編合。
2. 第12施設群第342施設中隊（釧路駐屯地）を廃止し、第397施設中隊「交通」として釧路駐屯地に新編し、隷下に編合。
3. 北部方面施設隊直轄であった第301坑道中隊を南恵庭駐屯地から上富良野駐屯地に移駐し編合。

- 2024年（令和06年）3月21日：第301坑道中隊（上富良野駐屯地）が廃止[4]。災害派遣隊区に南富良野町が追加担任。

## 部隊編成・駐屯地
編成
- 第14施設群本部
- 本部管理中隊「14施群-本」
- 第395施設中隊「14施群-395」（築城・障害）
- 第396施設中隊「14施群-396」（機動支援）
- 第397設施中隊「14施群-397」（交通）

駐屯地
- 上富良野駐屯地（上富良野町）
  - 群本部および本部管理中隊
  - 第395施設中隊
  - 第396施設中隊
- 釧路駐屯地（釧路市）
  - 第397施設中隊

## 整備支援部隊
- 北部方面後方支援隊第101施設直接支援大隊第4直接支援中隊「101施直支-4」（上富良野駐屯地）：2017年（平成29年）3月27日から

## 主要幹部
| 官職名       | 階級    | 氏名     | 補職発令日     | 前職                             |
| ------------ | ------- | -------- | -------------- | -------------------------------- |
| 第14施設群長 | 1等陸佐 | 滝口和男 | 2025年03月17日 | 陸上幕僚監部防衛部施設課総括班長 |

| 代 | 氏名       | 在職期間                        | 前職                                                         | 後職                                  |
| -- | ---------- | ------------------------------- | ------------------------------------------------------------ | ------------------------------------- |
| 01 | 満井英昭   | 2017年03月27日 - 2018年03月26日 | 西部方面総監部防衛部防衛課長 →2017年3月23日 北部方面施設隊付 | 陸上幕僚監部運用支援・訓練部 訓練課長 |
| 02 | 小板橋順次 | 2018年03月27日 - 2019年11月30日 | 陸上自衛隊研究本部研究員                                     | 第5施設団副団長                       |
| 03 | 上林勝敏   | 2019年12月01日 - 2022年07月31日 | 陸上自衛隊施設学校研究部長                                   | 陸上自衛隊教育訓練研究本部勤務        |
| 04 | 河端純一   | 2022年08月01日 - 2025年03月16日 | 陸上幕僚監部防衛部施設課営繕班長                             | 陸上自衛隊教育訓練研究本部勤務        |
| 05 | 滝口和男   | 2025年03月17日 -                | 陸上幕僚監部防衛部施設課総括班長                             |                                       |

## 主要装備
- 道路障害作業車
- 83式地雷敷設装置
- 81式自走架柱橋
- グレーダ
- 掩体掘削機
- 道路障害作業車
- 資材運搬車
- バケットローダ
- トラッククレーン
- タイヤローラ
- 89式5.56mm小銃
- 110mm個人携帯対戦車弾
- 3 1/2tトラック / 73式大型トラック
- 1 1/2tトラック / 73式中型トラック
- 1/2tトラック / 73式小型トラック
- 3トン半ダンプ
- 1トン半救急車

## 警備隊区
美瑛町および南富良野町。